# Marina Zalewska
Marina Maria Zalewska (ur. 3 maja 1944, zm. 6 stycznia 2022) − polska psycholożka, profesor nauk humanistycznych, wieloletnia pracowniczka naukowa Wydziału Psychologii Uniwersytetu Warszawskiego, Kierowniczka Katedry Psychologii Klinicznej Dziecka i Rodziny. Zajmowała się zaburzeniami rozwoju tożsamości u dzieci głuchych oraz zaburzeniami rozwoju komunikowania się z perspektywy rozwoju self.

## Kariera naukowa
Studia wyższe ukończyła w 1969 na Wydziale Psychologii i Pedagogiki Uniwersytetu Warszawskiego i z tą uczelnią związała swoją przyszłą karierę. W 1976 uzyskała stopień doktora nauk humanistycznych w zakresie psychologii ze specjalnością psychologia kliniczna dziecka. Promotorką pracy doktorskiej była Wanda Budohoska. W 1989 uzyskała stopień doktora habilitowanego za rozprawę pt. Funkcje słuchowe u dzieci głuchych. Tytuł profesora nauk humanistycznych uzyskała w 2001 roku. Członek Collegium Invisibile.
W latach 1990–1993 była prodziekanem Wydziału Psychologii Uniwersytetu Warszawskiego.

## Wybrane publikacje
- Zalewska, M. (1990). Funkcje słuchowe u dzieci głuchych. Wydawnictwa UW.
- Zalewska, M. Terapia niewerbalna dzieci głuchych z zaburzeniami rozwoju ja.
- Zalewska, M. (1994). Psychologiczne aspekty stwierdzenia głuchoty u dziecka. Nowiny Psychologiczne, 4.
- Zalewska, M (1998). Dziecko w autoportrecie z zamalowaną twarzą. Wydawnictwo Santorski.
- Schier, K., Zalewska, M. (2006). Krewni i znajomi Edypa. Wydawnictwo SCHOLAR[6].

## Współpraca międzynarodowa
Była zapraszana na wykłady na uniwersytety w Genewie, Oslo, Padwie i San Francisco.